# Nov Istevnik
Nov Istevnik (en macédonien Нов Истевник) est un village de l'est de la Macédoine du Nord, situé dans la municipalité de Deltchevo. Le village comptait 144 habitants en 2002.

## Démographie
Lors du recensement de 2002, le village comptait :
- Macédoniens : 143
- Serbes : 1